# سوزان داونی
سوزان نیکول داونی (انگلیسی: Susan Nicole Downey؛ née Levin زادهٔ ۶ نوامبر ۱۹۷۳) تهیه‌کننده اهل ایالات متحده آمریکا است. وی از سال ۱۹۹۵ میلادی تاکنون مشغول فعالیت بوده است.

## بخشی از فیلمشناسی
- کشتی ارواح (۲۰۰۲)
- گوتیکا (۲۰۰۳)
- شجاع (۲۰۰۷)
- یتیم (۲۰۰۹)
- شرلوک هولمز (۲۰۰۹)
- کتاب عیلی (۲۰۱۰)
- شرلوک هلمز: بازی سایه‌ها (۲۰۱۱)
- قاضی (۲۰۱۴)